# Мустоксидис, Андреас
Андреас Мустоксидис (греч. Ανδρέας Μουστοξύδης; 6 января 1785, Керкира, — 29 июля 1860, там же) — греческий историк и филолог, переводчик, политик.

## Биография

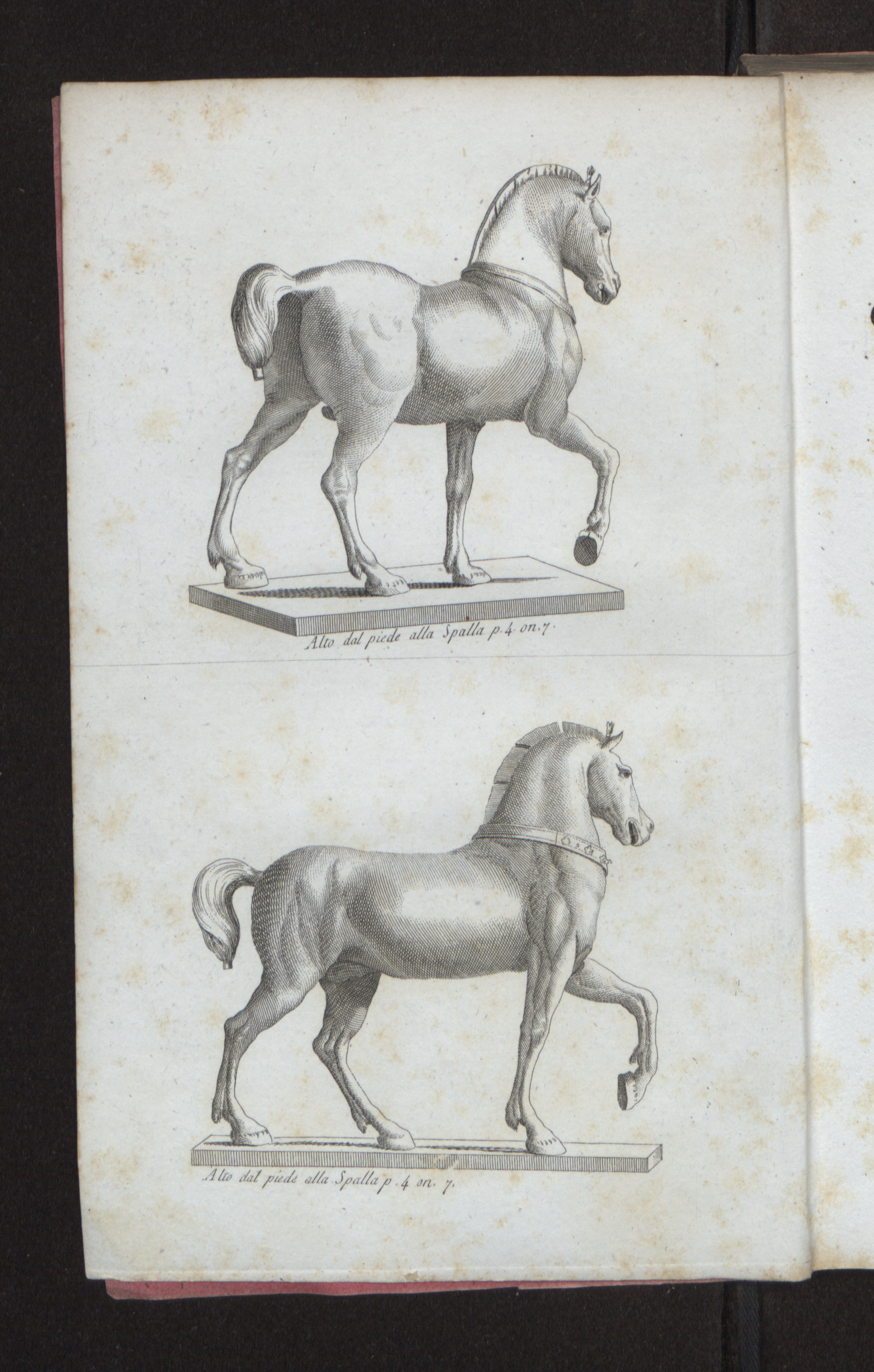
Sui quattro cavalli della Basilica di S. Marco in Venezia, 1816

Мустоксидис родился на острове Керкира, находившимся тогда ещё под венецианским контролем, 6 января 1785 года.
В возрасте 15 лет выехал в Италию и поступил в университет города Павия, который и закончил в 1805 году. В том же году Мустоксидис стал членом Археологического общества Флоренции и Академии Флоренции. Основанием для этого стало издание Мустоксидисом в 1804 году трактата о истории Керкиры под заголовком «Записки о истории Керкиры с героических лет до конца XII века» (Notizie per servire alla storia Corcirese dai tempi eroici al secolo XII). После возвращения на родину, где он первоначально преподавал безвозмездно в лицее, это издание послужило поводом для его приёма на должность историографа Ионических островов. Эту должность Мустоксидис сохранял до 1819 года.
Мустоксидис предпринял продолжительную научную поездку по Италии незадолго до того, как французы вернули себе Ионические острова, согласно положениям Тильзитского мира 1807 года. Затем последовали поездки во Францию, Германию, Швейцарию, после которых он вернулся в Милан. В Цюрихе Мустоксидис познакомился с Иоанном Каподистрия. В Италии, в 1812 году, он обнаружил и издал манускрипт «Риторика» Исократа, экземплярами которого владели Амброзианская библиотека и Библиотека Лауренциана. Здесь же он издал двухтомник истории Керкиры, под заголовком «Illustrazioni Corciresi» (1811-14).
В этот второй итальянский период Мустоксидис становится членом Академий Парижа, Берлина, Мюнхена и Турина и пишет трактат «О Квадриге Венецианского собора Святого Марка».
В начале 1816 года Мустоксидис знакомится с Байроном в ходе итальянского революционного периода последнего.
С окончанием наполеоновских войн, в 1814 году, Ионические острова переходят под британский контроль. В 1816 году Мустоксидис возвращается на родину, где пишет и издаёт жизнеописания Анакреонта и Эсхила. Продажа англичанами Али-паше Тепеленскому города Парга в 1819 году возмутила Мустоксидиса, и он издал в Париже под псевдонимом труд под заголовком «Отчёт о событиях, предшествующих и последовавших после передачи Парги». Англичане обнаружили имя автора и британский наместник Т. Мейтланд выслал Мустоксидиса с Керкиры, хотя в тот же период он был награждён королевским британским орденом Святых Михаила и Георгия. Покинув Керкиру, в 1820 году, Мустоксидис был принят на должность секретаря русского посланника в Турине.
С началом Греческой революции 1821 года Мустоксидис пишет воззвания и стихи на итальянском, содействуя тем самым движению филэллинизма в Италии.
В октябре 1823 года английский филэллин полковник Лестер Стэнхоуп на своём пути в восставшую Грецию сделал остановку в Милане, где познакомился с Мустоксидисом. Стэнхоуп убедил Мустоксидиса издать брошюру о британском произволе на Ионических островах и с разоблачением политики британского наместника Т. Мейтланда.
В октябре 1827 года Иоанн Каподистрия, направляясь в Грецию для принятия правления ещё не воссозданной страной, встретился с Мустоксидисом в Болонье. Каподистрия поручил Мустоксидису безотлагательную организацию образования греческих сирот в Италии, собрав их в городах Венеция и Триест. Большинство из этих сирот, получив образование, вернулись в Грецию после освобождения. В более долгосрочном плане Каподистрия поручил Мустоксидису разработать проект организации образования и повышения культурного уровня в Греции после освобождения.
По окончании войны Каподистрия пригласил Мустоксидиса в Грецию и назначил директором департамента образования для претворения в жизнь его проекта, начиная с острова Эгина.
Одновременно Мустоксидис возглавил редакцию местной газеты острова и франкоязычной «Le Courrier de la Greece».
В октябре 1829 года Мустоксидис был назначен директором музея Эгины (первого музея в стране) и первым в истории греческой археологии получил должность Хранителя древностей.
Мустоксидис подготовил проект археологического законодательства, который, хотя и не был ратифицирован правительством, был опубликован как циркуляр в «Правительственной газете» в июне 1830 года и, по сути, стал первым археологическим законом страны.
После смерти Каподистрии в сентябре 1831 года Мустоксидис был гоним политическими противниками Каподистрии и был даже обвинён в краже древностей, что вынудило его вернуться на Керкиру. Много позже Мустоксидис был оправдан и был снова приглашён работать в Греции, но отказался от приглашения.
Вернувшись на Керкиру, Мустоксидис был восстановлен в своей прежней должности как историограф и погрузился в писательскую деятельность и в борьбу за воссоединение Ионических островов с Грецией.
В 1833 году Мустоксидис стал депутатом местного конгресса, а затем возглавил оппозицию.
В 1849 году Мустоксидис был избран председателем парламента, но отказался от почётной должности.
На Керкире Мустоксидис издавал в 1843—53 годах филологический-исторический журнал «Эллиномнимон».
Как филолог Мустоксидис издал 7 речей Исократа, Схолии Олимпиодора к Платону, и в сотрудничестве с константинопольцем Д. Схинасом издал 5 томов неизданных работ Амброзианской библиотеки. Кроме этого, Мустоксидисом был переведён на итальянский язык Геродот (1822), и изданы ряд работ писателя II века Полиэна.
Мустоксидис умер 29 июля 1860 года на острове Керкира и похоронен в монастыре Платитера, там же где похоронен и Иоанн Каподистрия.